# Trung tâm Bảo tồn và Phát triển Tài nguyên nước
Trung tâm Bảo tồn và Phát triển Tài nguyên nước là tổ chức xã hội - nghề nghiệp phi chính phủ phi lợi nhuận của những người làm việc trong lĩnh vực thúc đẩy việc sử dụng một cách cân bằng nguồn tài nguyên nước, tại hoặc liên quan đến Việt Nam .
Trung tâm được thành lập theo Quyết định số 1141/QĐ-LHH ngày 07/09/2006 của Liên hiệp các Hội Khoa học và Kỹ thuật Việt Nam, và là thành viên của Liên hiệp. Trung tâm có tên giao dịch tiếng Anh là Water Resource Center viết tắt là WARECOD .
Văn phòng WARECOD đặt tại địa chỉ Phòng 12A03, tòa nhà 24-T2, Hoàng Đạo Thúy, quận Cầu Giấy, Hà Nội.
WARECOD tham vấn cảnh báo những tác động tiêu cực của các dự án xây dựng đập và các dự án phát triển ven sông đối với các cộng đồng bị ảnh hưởng thông qua các chương trình can thiệp hỗ trợ cộng đồng, các dự án nghiên cứu và điều phối hoạt động truyền thông.